# A2 Ethniki 2005-2006
L'A2 Ethniki 2005-2006 è stata la 45ª edizione della seconda divisione greca di pallacanestro maschile. La 20ª edizione con il nome di A2.

## Classifica finale
| #  | Teams                    | P  | V  | P  | PF   | PS   | Pt | Qualificate |
| -- | ------------------------ | -- | -- | -- | ---- | ---- | -- | ----------- |
| 1  | Olympia Patrasso         | 30 | 23 | 7  | 2156 | 1923 | 53 | Promozione  |
| 2  | Aigaleō                  | 30 | 21 | 9  | 2381 | 2171 | 51 | Promozione  |
| 3  | AGO Rethymno             | 30 | 21 | 9  | 2338 | 2198 | 51 |             |
| 4  | A.O. Dafni               | 30 | 20 | 10 | 2529 | 2361 | 50 |             |
| 5  | ICBS Salonicco BC        | 30 | 19 | 11 | 2307 | 2229 | 49 |             |
| 6  | A.G.E. Calcide           | 30 | 16 | 14 | 2439 | 2362 | 46 |             |
| 7  | K.A.O. Dramas            | 30 | 16 | 14 | 2478 | 2462 | 46 |             |
| 8  | MENT BC                  | 30 | 15 | 15 | 2379 | 2369 | 45 |             |
| 9  | Īlysiakos                | 30 | 14 | 16 | 2241 | 2230 | 44 |             |
| 10 | Sporting Atene           | 30 | 14 | 16 | 2154 | 2167 | 44 |             |
| 11 | Milōn                    | 30 | 13 | 17 | 2243 | 2291 | 43 |             |
| 12 | Xanthi BC                | 30 | 13 | 17 | 2239 | 2335 | 43 |             |
| 13 | Doukas                   | 30 | 11 | 19 | 2185 | 2354 | 41 |             |
| 14 | Peristeri                | 30 | 9  | 21 | 2110 | 2322 | 39 | Retrocesse  |
| 15 | A.L.F. Alimo             | 30 | 8  | 22 | 2133 | 2289 | 38 | Retrocesse  |
| 16 | A.O. Near East Kesariani | 30 | 7  | 23 | 2102 | 2351 | 37 | Retrocesse  |